# I prigionieri del sogno
I prigionieri del sogno (La fin du jour) è un film del 1939 diretto da Julien Duvivier.
Sceneggiato da Charles Spaak, è un omaggio alla gente del teatro, di cui descrive impietosamente l'egocentrismo e le meschinità, ma anche il profondo amore per la professione.
Il film è ambientato a Saint-Jean Lariviere, una casa di riposo per attori, minacciata di chiusura. Pur se il film ha una struttura corale, l'attenzione si concentra su tre ospiti.

## Trama
Raphael Saint-Clair ha conosciuto il successo e la fama, ma si è ridotto in povertà a causa della sua passione per il gioco; cerca di tenere viva la sua fama di sciupafemmine inviando a sé stesso delle lettere femminili e, quando il trucco è scoperto, seducendo Jeannette, una giovane e ingenua servetta. Gilles Marny è stato un attore dal riconosciuto talento, ma sfortunato sia professionalmente che nella vita privata (la moglie lo ha lasciato per Saint-Clair, per poi morire suicida). Ha reagito alle disgrazie chiudendosi in una orgogliosa solitudine. Cabrissade è stato per tutta la sua carriera un sostituto, senza mai riuscire a salire effettivamente sul palcoscenico e nasconde l'amarezza per il suo fallimento con atteggiamenti da eterno ragazzo: perseguita Marny con le sue punzecchiature, racconta ai suoi compagni di passati successi mai avvenuti, frequenta un vicino campo scout e organizza un ammutinamento degli ospiti dell'istituto.
Una rappresentazione dell'Aiglon di Edmond Rostand, il cui ricavato servirà a impedire la chiusura dell'istituto, vedrà compiersi il destino dei tre vecchi attori. Cabrissade, approfittando dell'assenza di uno degli interpreti, riesce finalmente a salire sul palcoscenico, ma dimentica le sue battute, e ne è talmente addolorato da morirne. Marny ne prende il posto ed ottiene un tardivo successo. Dopo la rappresentazione, Marny salva Jeannette, che Saint Clair aveva spinto cinicamente al suicidio, e va dal suo rivale per regolare i vecchi conti; ma lo trova, ormai impazzito, che recita alla luna il Don Giovanni di Molière.
La mattina dopo, mentre Saint-Clair è ricoverato in manicomio, si svolgono i funerali di Cabrissade, e tocca proprio a Marny pronunciare l'elogio funebre del collega, privo di talento ma sinceramente innamorato del palcoscenico.

## Riconoscimenti
- 1939 – Mostra internazionale d'arte cinematografica
  - Coppa della Biennale[2]

## Curiosità
Il film fu girato in una vera casa di riposo per attori a Pont-aux-Dames; molti degli attori secondari erano veri ospiti dell'istituto.
L'episodio in cui Cabrissade dimentica le battute in scena è ispirato a un'esperienza giovanile del regista Duvivier, che dovette lasciare la carriera di attore teatrale a causa dei suoi vuoti di memoria.